# Nadleśnictwo Leżajsk

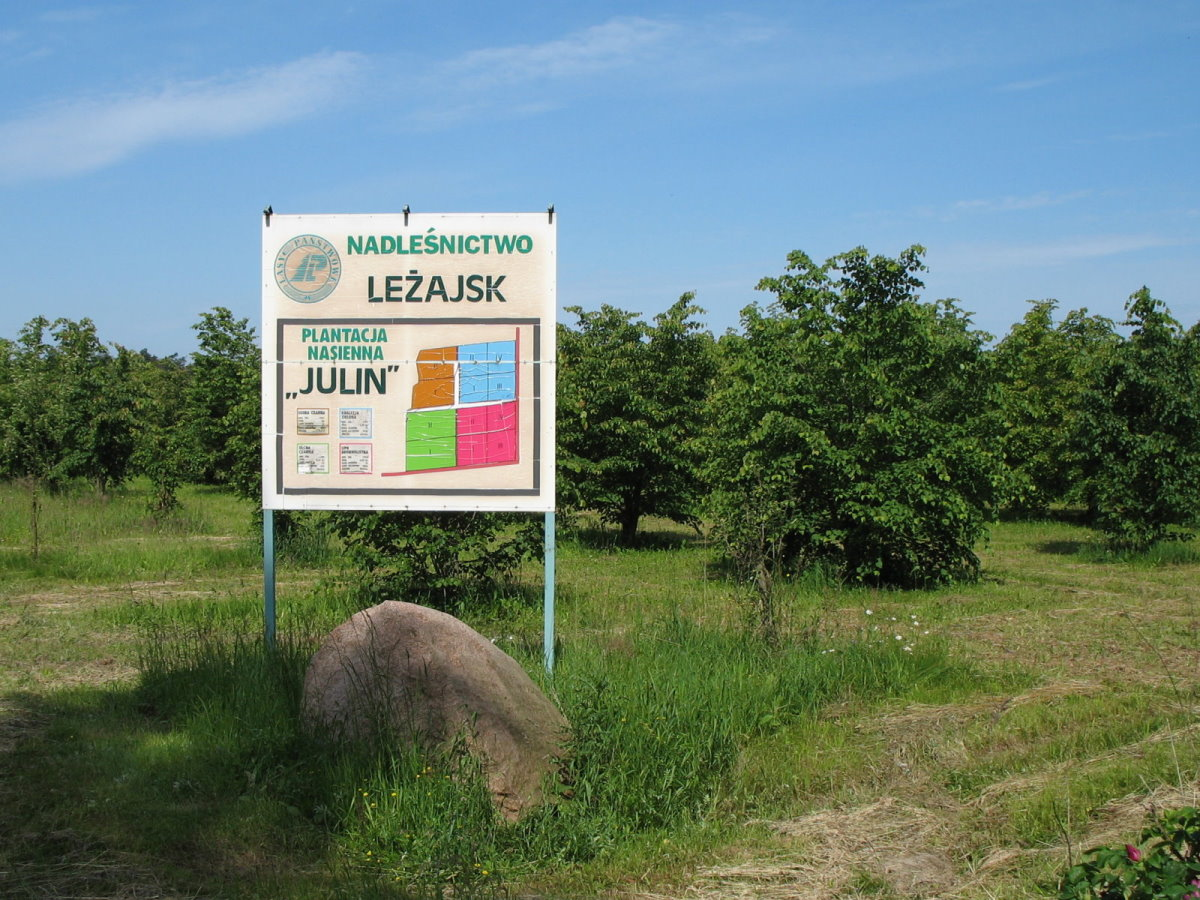
Plantacja nasienna "Julin"

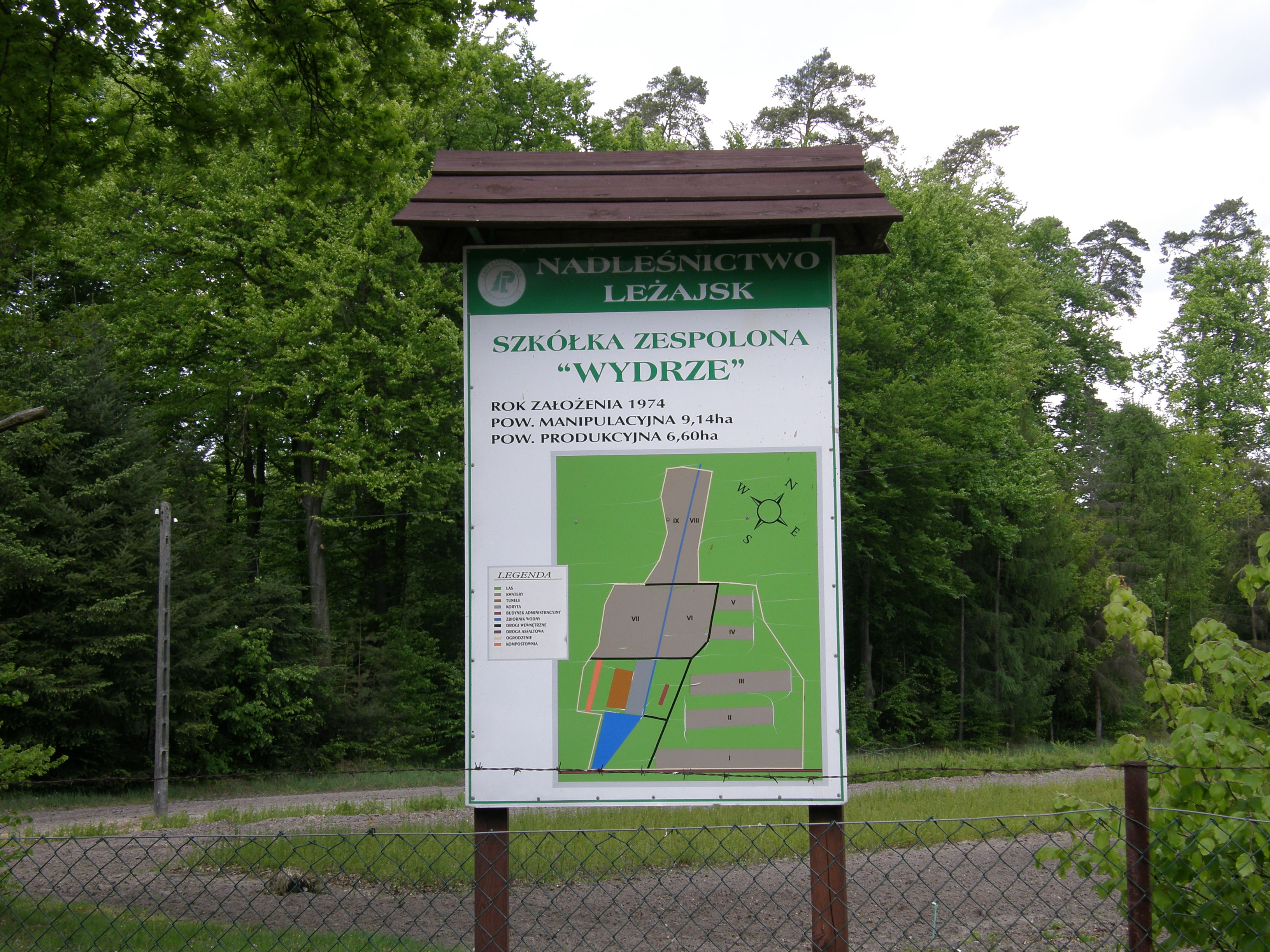
Szkółka zespolona "Wydrze"

Nadleśnictwo Leżajsk – nadleśnictwo należące do Regionalnej Dyrekcji Lasów Państwowych w Krośnie, położone w całości w województwie podkarpackim.

## Historia
Nadleśnictwo Leżajsk z obrębami Dąbrówki, Kuryłówka i Leżajsk wg obecnych granic i aktualnego stanu posiadania na dzień 01.10.2014r. - przeorganizowane zostało w 1977r. z poprzednio istniejących Nadleśnictw: Dąbrówki, Leżajsk i częściowo Rudka, a utworzone zostało w 1944r. po upaństwowieniu na mocy dekretu PKWN z dnia 12.12.1944r. Lasów większych własności prywatnych.
Nadleśnictwo zasięgiem swojego działania obejmuje cały powiat leżajski, znaczną część powiatu łańcuckiego oraz niewielką część powiatu rzeszowskiego.

## Leśnictwa
- Czarna
- Korniaktów
- Potok
- Wydrze
- Zmysłówka
- Brzyska Wola
- Kulno
- Jelna
- Marynin
- Sarzyna
- Brzóza
- Szkółkarskie[4]

## Rezerwaty przyrody
- Brzyska Wola
- Kołacznia
- Las Klasztorny
- Suchy Łuk
- Wydrze
- Zmysłówka